# Haags centralstation
Haags centralstation är med sina tolv spår Nederländernas största säckstation. Stationen öppnades år 1973, nästan seklet efter den väldigt nära belägna stationen Hollands Spoor. Tåg mot Leiden och Amsterdam som börjar/slutar i Haag använder denna station som sydlig ändpunkt, intercitytågen till Bryssel använder inte den här stationen med anledning av dess brist på rundgångsmöjligheter, dessa tåg använder istället station Hollands Spoor för att den har bättre sådana.

## Tåg från stationen
- Intercity (12)700 mot Schiphol, Lelystad - Zwolle och Groningen
- Intercity 1700 mot Enschede via Utrecht, Amersfoort, Deventer, Almelo och Hengelo
- Intercity 2000 Haag - Gouda - Utrecht
- Intercity 2100 Haag - Amsterdam Centraal via Leiden och Haarlem
- Sprinter 4300 Leiden - Hoofddorp - Schiphol - Weesp - Almere Oostvardes (endast vissa turer i rusningstimmarna)
- Lokaltåg 5100 Haag - Rotterdam - Doordrecht - Roosendaal (Halvtimmestrafik i rusningstimmarna, annars bara heltimmestrafik)
- Sprinter 15100 Haag - Delft - Rotterdam - Breda
- Lokaltåg 5700: Utrecht - Weesp - Amsterdam Zuid - Schiphol - Leiden - Haag
- Sprinter 6300: Haag - Leiden - Heemstede-Aerdenhout - Haarlem (På kvällar och helger endast till Leiden)
- Intercity 11700: Amersfoort - Utrecht - Gouda - Haag
- Intercity 12700: Haag - Schiphol - Zwolle - Leeuwarden
- Sprinter 19800: Haag - Gouda Goverwelle

## Spårvagnar från den här stationen
- RandstadRail linje 2: Loosduinen - Den Haag Centraal - Den Haag Laan van Nieuw Oost Indië - Leidschendam
- RandstadRail 3 (ZSL) : Loosduinen - gvc - Laan van NOI - Zoetermeer Centrum-West - Zoetermeer NS - Zoetermeer Centrum-Wset
- RandstadRail 4: Den Haag de Uithof- Den Haag Centraal - Zoetermeer Voorweg Laag - Centrum-West - Javalaan
- Rotterdams tunnelbanelinje E: Haag - Rotterdam Centraal - Rotterdam Slinge
- HTM linje 6: Leyenburg - gvc - Mariahoeve - Leidschendam Noord Dillenburgsingel
- HTM linje 9: Scheveningen -  Centraal Station - Station Hollands Spoor - Vrederust De Dreef
- HTM linje 15: Nootdorp Centrum - Den Haag HS - Bierkade - Den Haag CS - Korte Voorhout - Centrum - Bierkade
- HTM linje 16: Den Haag CS - HS - Moerwijkstation - Wateringen
- HTM linje 17: Haag Centraal - HS - Rijswijkstation - Wateringen